# Andreas Kurz (Musiker)

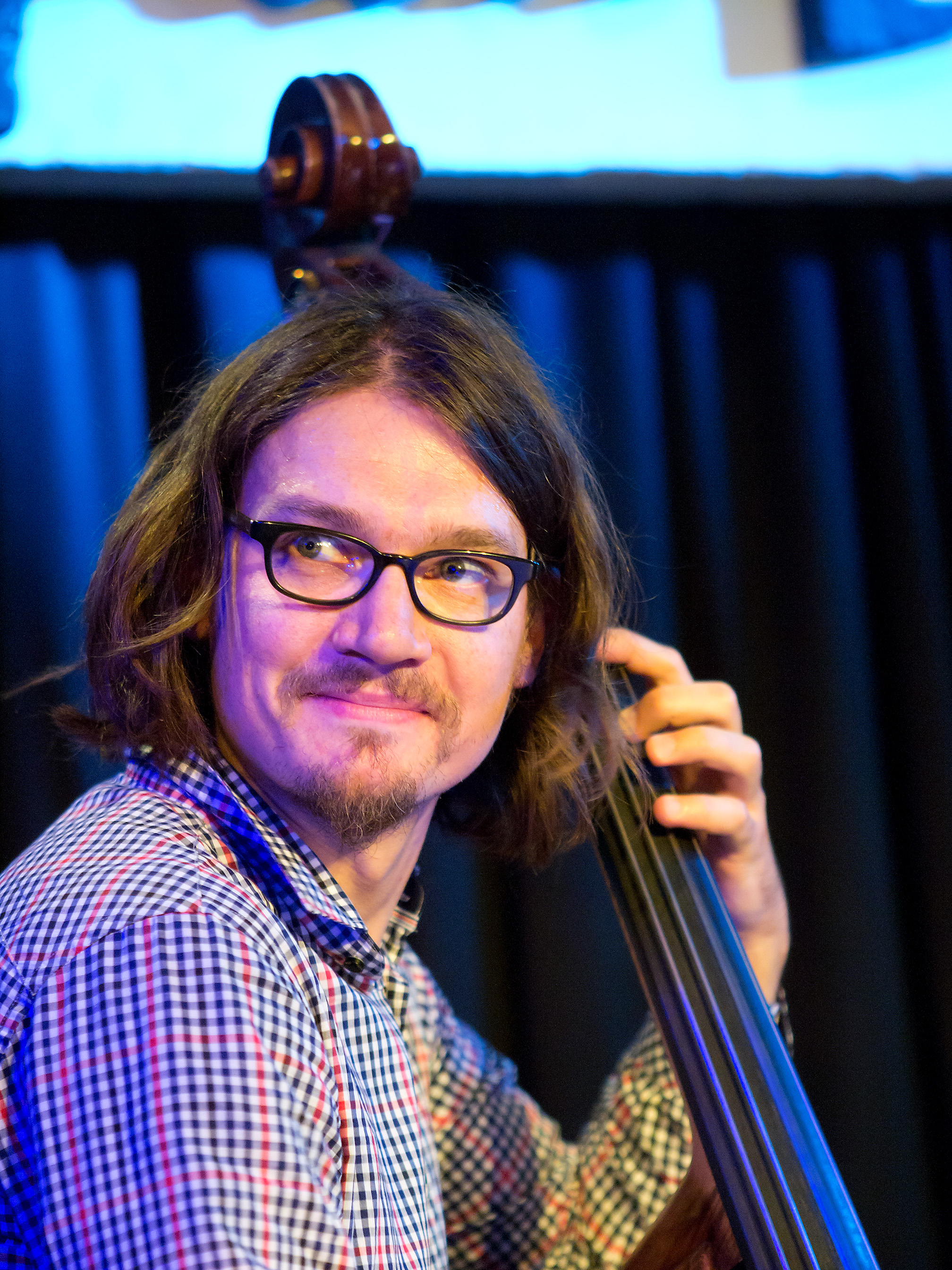
Andreas Kurz

Andreas Kurz (* 1979) ist ein deutscher Jazzmusiker (Bass, Komposition).

## Leben und Wirken
Kurz studierte Kontrabass Hochschule für Musik und Theater München bei Klaus Trumpf sowie am Richard-Strauss-Konservatorium bei Paulo Cardoso. Bereits vor Beginn des Studiums war er Mitglied des Bayerischen LandesJugendJazzOrchesters und des Bundesjazzorchesters.
Dann gehörte Kurz zum Quartett von Martin Auer und zum Orchester von Harald Rüschenbaum sowie zum Trio von Tim Allhoff. Dann spielte er auch im Quintett von Geoff Goodman und Matthieu Bordenave. 2014 erschien sein Debüt-Album Caught into Something Turning mit eigenen Kompositionen. Gemeinsam mit seinen Kollegen Johannes Ludwig und Alexander Parzhuber bildete er ein Trio, das mit Loren Stillman ins Studio ging und als „Traumband“ ein Album einspielte.
Im Laufe seiner Karriere spielte Kurz unter anderem mit Größen wie Benny Golson, Rick Margitza, Vincent Herring, Don Friedman, Lynne Arriale, Dusko Goykovich oder Nicolas Simion. Er ist auf mehr als 30 Alben dokumentiert, u. a. bei Tied & Tickled Trio, Max Mutzke,  Torsten Goods, Max Frankl, Johanna Schneider, Matthias Lindermayr und Valentin Preißler.

## Preise und Auszeichnungen
2009 wurde Andreas Kurz mit dem Bayerischen Kunstförderpreis ausgezeichnet. Mit dem Trio von Tim Allhoff gewann er 2010 den Neuen Deutschen Jazzpreis sowie den ECHO Jazz (2011).

## Diskographische Hinweise
- Caught into Something Turning (Double Moon Records 2014 mit Johannes Enders, Jan Eschke, Bastian Jütte)